# Balázs Csák
Dans le nom hongrois Csák Balázs, le nom de famille précède le prénom, mais cet article utilise l’ordre habituel en français Balázs Csák, où le prénom précède le nom.
Balázs Csák, né en 1979, est un astronome hongrois.
Il est diplômé en astronomie en 2002 de l'Université de Szeged, et est devenu chercheur au sein de cet institut.
Le Centre des planètes mineures le crédite de la découverte de trois astéroïdes, effectuée dans le courant de l'année 2006 avec la collaboration de Krisztián Sárneczky.
| (175566) Papplaci | 1 octobre 2006    |
| (304368) Móricz   | 26 septembre 2006 |